# Otto Guevara Guth
Otto Claudio Guevara Guth (San José, 13 de octubre de 1960) es un abogado, empresario y político liberal costarricense. Fue diputado de la Asamblea Legislativa de Costa Rica durante los periodos 2014-2018 y 1998-2002. Fue candidato a la presidencia de Costa Rica en las elecciones de 2018, 2014, 2010, 2006 y 2002 por el Movimiento Libertario, del cual fue fundador y del cual, al día de hoy, ya no forma parte y acusa al Movimiento Libertario de haberse desviado de las ideas liberales, fundando así el Partido Unión Liberal, donde asegura, están los verdaderos liberales.
Guevara fue condenado en el año 2021 por falsedad ideológica luego que se le acusara de ocultar la tenencia de cuentas bancarias en Hong Kong,sin embargo dicha sentencia no ha quedado en firme y fue apelada por Guevara en enero del 2022.

## Biografía
Nació en San José, el 13 de octubre de 1960. Es hijo de Claudio Guevara Barahona y Mariechen Guth. Se graduó de licenciado en Derecho en la Universidad de Costa Rica. Posteriormente cursó estudios de postgrado en Administración de Empresas con énfasis en comercio internacional en la National University (California).
Adicionalmente a su trabajo como abogado y profesor, en turismo, el comercio, y en el análisis de políticas públicas.
Graduado en Derecho en la Universidad de Costa Rica, obtuvo una Maestría en Administración de Empresas con énfasis en Negocios Internacionales en la National University y una Maestría en Derecho con énfasis en Resolución de Conflictos en la Universidad de Harvard.[cita requerida] Fue Profesor en esa materia durante 8 años en la Universidad de Costa Rica.[cita requerida] En los últimos se ha concentrado en el estudio de las políticas públicas exitosas en diferentes países para mejorar las condiciones de vida de las personas. 
Ha sido invitado en numerosas ocasiones como Conferencista por reconocidos centros de estudio y de investigación, tanto nacionales como internacionales. [cita requerida] Ejerce su profesión de abogado y consultor de políticas públicas, es empresario, director de empresas, y conductor de programas de radio y televisión.[cita requerida]
Entre 2006 y 2011 fue presidente de la Red Liberal de América Latina (Relial).

### Carrera política
Luego de pasar por el Partido Unidad Social Cristiana en 1994 funda el Movimiento Libertario, junto a Raúl Costales y Rigoberto Stewart.
Fue diputado por San José de 1998 a 2002 por el Movimiento Libertario. Así el Movimiento Libertario hace su primera aparición en contiendas electorales para las elecciones de 1998, alcanzando apenas un 5874 de los votos emitidos que significarían un 0.4% para elecciones presidenciales, accediendo a un escaño legislativo por la provincia de San José a cargo de Guevara. También fue candidato a la Presidencia en el 2002 (obtuvo el 1.7% de los votos). Candidato en el 2006 donde obtuvo el 8.5% de los votos. Uno de los dirigentes dentro de la campaña del referéndum sobre el tratado de libre comercio bajo Alianza por el Sí. Participó en las elecciones generales de 2010. Fue por cuarta vez candidato a la presidencia para el periodo 2014-2018 por su partido obteniendo 11% ubicándose en cuarto lugar. Resultó elegido diputado para el período 2014-2018.
En noviembre del 2011 el partido se ve sacudido, por una falsa acusación de corrupción cuando las autoridades judiciales por orden de la cuestionada fiscala Emilia Navas, allanan las oficinas centrales de la agrupación política, la casa de su candidato presidencial Otto Guevara y otros sitios, así como arrestan al tesorero y contador del partido por mal manejo de fondos y cobro al Tribunal Supremo de Elecciones de capacitaciones y actividades que no se realizaron, así como por recibir donaciones de personas al margen de la ley, que buscaban favores a cambio de su dinero (caso Olman Rimola) y por cobrarle al Tribunal Supremo de Elecciones facturas por capacitaciones fantasmas que presuntamente habían sido ya financiadas por la Fundación Friedrich Naumann para la Libertad. Al igual que en el período 2002-2006 y 2006-2010, en el período 2010-2014 uno de sus diputados deserta, en este caso Carlos Góngora quien renuncia al partido en junio de 2013 y da su adhesión al candidato socialcristiano Rodolfo Hernández.
En 2017 el diputado liberal libertario se vio involucrado en un escándalo de corrupción, después de lo cual el Ministerio Público reactivó los procesos contra los diputados Víctor Morales Zapata y Otto Guevara por hechos en perjuicio de la función pública, al parecer relacionados con la importación de cemento chino por parte del empresario Juan Carlos Bolaños por irregularidades en relación con el préstamo de 20 millones de colones que el Banco de Costa Rica (BCR) le otorgó a la firma Sinocem, del empresario Juan Carlos Bolaños. Además de esta causa por corrupción, el Ministerio Público investiga otros expedientes relacionados con este caso. Los denunciados por dichos delitos son los legisladores Víctor Morales Zapata (hoy independiente, antes de Partido Acción Ciudadana, PAC), Otto Guevara (Movimiento Libertario) y Johnny Leiva (Partido Unidad Social Cristiana, PUSC). También, el viceministro de Hacienda, Fernando Rodríguez, y la expresidenta del Banco de Costa Rica (BCR) Paola Mora Tumminelli, quien fue suspendida del cargo de directora por el Consejo de Gobierno. Además de dicha denuncia, Otto Guevara y Paola Mora fueron denunciados de manera absurda por viajar en apariencia en helicóptero propiedad del  Juan Carlos Bolaños. La denuncia se presentó con base en el testimonio del piloto que realiza vuelos para Bolaños y compareció ante los diputados de la Comisión Especial Investigadora de Créditos Bancarios. La Fiscalía contaba con un informe elaborado por el Organismo de Investigación Judicial (OIJ) el 14 de septiembre del 2015, a solicitud del fiscal general, Jorge Chavarría, donde se documentaban cientos de contactos telefónicos entre los legisladores denunciados y el empresario Juan Carlos Bolaños. El 9 de marzo de 2023 luego de 8 años de haber sido interpuesta la denuncia anónima que dio origen a esa causa penal, que Guevara no cometió ningún tipo de delito, el Juzgado acogió una solicitud del Ministerio Público, el cual decartó que Guevara hubiese incurrido en un tráfico de influencias en favor del importador de cemento, Juan Carlos Bolaños, dictando el cierre definitivo en favor del exdiputado, Otto Guevara Guth, en el caso del cemento chino. Terminando de esa forma una investigación que muchos consideran se trataba de una persecución política.
Tras las elecciones Guevara Guth y su partido  enfrentaron una grave crisis económica al no haber obtenido suficientes votos en las elecciones de 2014 como para cubrir sus deudas de campaña con la contribución estatal, a la que tiene legítimo acceso por el solo hecho de ser contribuyentes. Habiendo el partido solicitado un adelanto de deuda política por ¢155 millones y un oneroso préstamo al Banco LAFISE por ¢2500 millones de colones, solo teniendo derecho a cobrar 1800 millones. Esto sumado a deudas contraídas con porteadores, varios acreedores y de pagos morosos a la Caja Costarricense de Seguro Social por 20 millones. Por esta razón el Comité Ejecutivo del Movimiento Libertario declaró al partido incapaz de honrar sus pagos por falta de fondos.
En febrero de 2017 anunció que se postularía por quinta vez como candidato presidencial para las elecciones presidenciales para el período 2018-2022.
En las elecciones del 2022 se postuló como candidato para diputado, esta vez con el partido Unión Liberal donde afirma están los verdaderos liberales, pero obtuvo poco más de 9 mil votos y no consiguió un asiento en la Asamblea Legislativa.

### Casos judiciales
En septiembre de 2017 Guevara fue señalado por haber recibido viajes en helicóptero por parte del empresario del cemento Juan Carlos Bolaños, a quien previamente había defendido en el plenario a raíz del escándalo del «Cementazo». Guevara se defendió afirmando que lo une una amistad con Bolaños y que no cometió nada irregular.
El 4 de octubre de 2017 la Sala III (de casación penal) reabrió la investigación contra Guevara por supuesto tráfico de influencias a favor del empresario Bolaños, ya que se analizará una prueba del Organismo de Investigación Judicial. Esta consiste en un informe que evidencia más de 80 llamadas entre Guevara, el diputado Víctor Morales Zapata (ex Partido Acción Ciudadana) y el exdiputado Wálter Céspedes Salazar (Partido Unidad Social Cristiana) y el empresario Bolaños entre mayo de 2014 y agosto de 2015. La causa, que también es contra Morales y Céspedes, había sido desestimada en febrero de 2017. 
El 29 de noviembre de 2017 su casa y su oficina en la Asamblea Legislativa fueron allanadas por el Ministerio Público en el marco de las investigaciones por los préstamos relacionados con la importación de cemento chino del empresario Juan Carlos Bolaños.